# المرور البريء
المرور البريء هو مفهوم في قانون البحار يسمح للسفينة بالمرور عبر البحر الإقليمي (وبعض المياه الداخلية المعترف بها ) لدولة أخرى، مع مراعاة بعض القيود. تعرف المادة 19 من اتفاقية الأمم المتحدة لقانون البحار المرور البريء على النحو التالي: 
"يكون المرور بريئا ما دام لا يضر بالسلام أو النظام أو أمن الدولة الساحلية . ويجب أن يتم هذا المرور وفقا لهذه الاتفاقية وقواعد القانون الدولي الأخرى."
ويعتبر مرور السفينة الأجنبية مضراً بالسلام أو النظام أو الأمن للدولة الساحلية إذا قامت في البحر الإقليمي بأي من الأنشطة التالية:
1. أي تهديد بالقوة أو استخدامها ضد سيادة الدولة الساحلية أو سلامتها الإقليمية أو استقلالها السياسي، أو بأي طريقة أخرى تنتهك مبادئ القانون الدولي المنصوص عليها في ميثاق الأمم المتحدة.
2. أي تدريب أو ممارسة بالأسلحة من أي نوع.
3. أي عمل يهدف إلى جمع المعلومات بما يضر بدفاع الدولة الساحلية أو أمنها.
4. أي عمل دعائي يهدف إلى التأثير على دفاع الدولة الساحلية أو أمنها.
5. إطلاق أي طائرة أو هبوطها أو ركوبها على متنها.
6. إطلاق أو إنزال أو تحميل أي جهاز عسكري على متن الطائرة.
7. تحميل أو تفريغ أي سلعة أو عملة أو شخص على نحو يخالف القوانين والأنظمة الجمركية أو المالية أو المتعلقة بالهجرة أو الصحة في الدولة الساحلية.
8. أي فعل تلوث متعمد وخطير يخالف هذه الاتفاقية.
9. أي أنشطة صيد.
10. القيام بأنشطة البحث أو المسح.
11. أي فعل يهدف إلى التدخل في أي أنظمة اتصالات أو أي مرافق أو منشآت أخرى للدولة الساحلية.
12. أي نشاط آخر ليس له تأثير مباشر على المرور.

بموجب المعاهدة، يتعين على المركبات تحت الماء مثل الغواصات أن تطفو على السطح وتظهر أعلامها أثناء المرور البريء.
ينطبق المرور البريء على كامل المياه الإقليمية، حتى مسافة 12 ميلاً بحريًا من خط الأساس الساحلي. يعد المرور العابر حقًا مشابهًا لا ينطبق إلا على المضائق التي تفصل بين منطقتين من المياه الدولية؛ وله متطلبات مختلفة للسفن العابرة. حرية الملاحة هي حق عام يتمتع به المرء في المياه الدولية؛ وتفرض "عمليات حرية الملاحة" هذا الحق، في بعض الحالات لمواجهة مطالبة دولة ذات سيادة بأن مياه معينة إقليمية. 

## تاريخ المرور البرئ
تم التعارف علي مبداء المرور البري كجزء من مفاهيم واعاراف القوانين العرفيه في 1840م وتم الاتفاق عليها ضمن القاتون الدولي في مؤتمر الأمم المتحدة الأول لقانون البحار، المعقد في جنيف في الفترة من 24 / شباط فبراير إلى 27 / نيسان أبريل1958.